# فواره گدازه

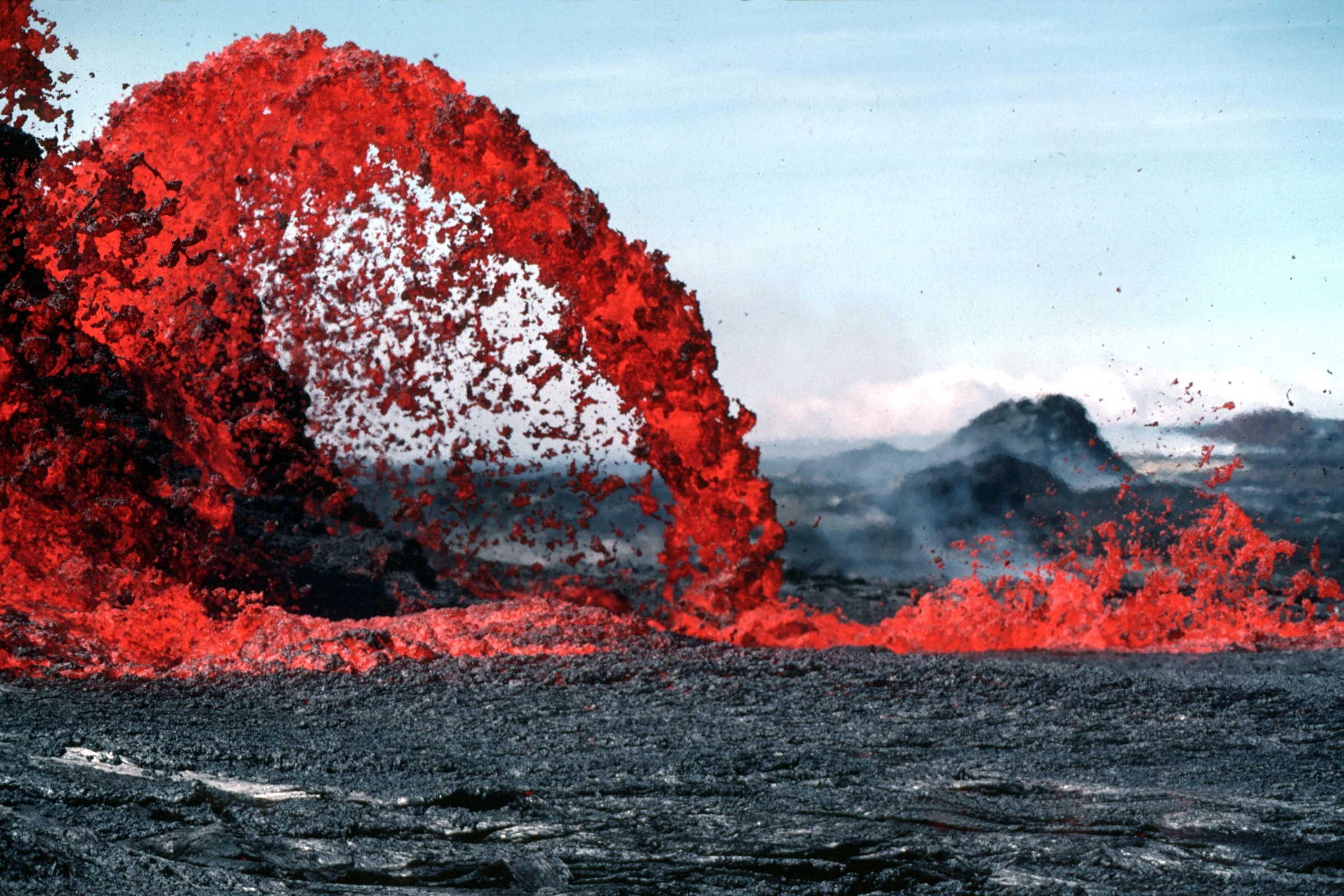
فواره گدازه به ارتفاع ۱۰ متر در هاوائی، ایالات متحده

فواره گدازه به حادثه‌ای طبیعی می‌گویند که در آن گدازه با فشار از مخرج یک کوه آتشفشان به بیرون پرت می‌شود. ارتفاع این فواره‌ها ممکن است به ۵۰۰ متر هم برسد. این حادثه به‌طور معمول در فوران‌های هاوائی دیده می‌شود.